# 城大理大合併案
城大理大合併案是指2004年4月至2006年6月期間，時任城大校董會主席胡應湘提出香港城市大學與香港理工大學深入協作，以達至兩校合併的計劃。

## 背景
2004年初，原任理工大學校董會主席逾六年，合和實業主席胡應湘博士，獲時任教育統籌局局長李國章邀請，接替將退休的梁乃鵬先生，出任城大校董會主席。上任後即力推兩校合併，冀兩校可發展成香港「麻省理工學院」。
胡應湘與約三百名城大教職員會面，表示合併的目的之一是節省開支，又稱無法保證屆時不裁員，他相信兩校合併需十年時間。 

## 終結
計劃最後在兩校教職員及師生極力反對下計劃告吹，而計劃提出者胡應湘則於2006年6月已向政府提出辭去城大校董會主席一職。

## 各方立場和意見

### 城市大學

#### 校長張信剛
認為城大與理大和香港浸會大學之間有廣闊的合作空間。城大與理大有不少共同點，無論在建校歷史、校舍位置以至現有的學術優勢和專注於應用工作的特點上，都可以優勢，多方協作互補。兩所大學現在能坐下來商談開展合作，是非常自然和合理的，不排除將來跟某一所或某幾所姊妹院校合併的可能性； 但他強調並非為增加資源而合併，合併的目的，是為加強整個學術界的力量和質素。

#### 學生會會長陳家宏
表示專責小組應加設學生代表，讓學生掌握兩大合作以至合併的最新進度。

#### 教職員會主席謝永齡
要求校方讓教職員參與合併討論，兩校合併不應為節省資源，否則可能降低教育質素，他要求校方在日後的合併小組加入教職員代表。

#### 學生
根據城大學生會在4月13日消息首現後的一、兩天內進行的調查，學生們普遍歡迎合作、甚至合併的建議。他們認為，學校的擴張、聲譽的提高(以及校友人數的增加)意味著他們畢業後擁有更好的就業前景。據一項非正式的網上調查，700名受訪者中，超過60%的人說“同意”合併。

### 理工大學

#### 校長潘宗光
以男女相親比喻兩校關係，「感覺上大家有興趣，見到個女仔可作深入了解，但未到拖手仔階段，對對方冇反感，值得搵吓傾。」 表示合併與否視乎香港教育需要，若得不到師生認同，很難推行。而校方早於二月初成立了四個工作小組，研究如何與城大進行深入協作，工作小組涵蓋的四個範疇包括研究生課程，學位及學位以下課程，校園及設施，收生機制。

#### 學生會會長黎震傑
對兩大合併表示有憂慮，要求校方主動諮詢學生意見。

### 教育統籌局局長李國章
表示歡迎理大與城大研究合併，他指大學合併已是世界潮流所趨，長遠來說，有利香港整體高等教育發展。

### 香港大學校長徐立之
若理大及城大合併有助學校發展，則大學合併是好事，希望該兩家大學能達成共識。

### 嶺南大學校長陳坤耀
分析理大及城大合併時表示，兩校合併的阻力較「中科合併」少，合併較易，理大和城大均以「理工」性質為主，新校名可有「理工」兩字。

### 香港浸會大學
沒有計畫與任何大學合併，該校正與數所大學積極探討深入協作的可行性 。

### 大學教育資助委員會
教資會不排除日後重新檢討各院校的角色。
如夠獲得大學教育資助委員會深入合作資助計劃的批准，其中部分課程將夠格獲得資助。